# Stenocrates lichyi
Stenocrates lichyi är en skalbaggsart som beskrevs av Roger Paul Dechambre 1979. Stenocrates lichyi ingår i släktet Stenocrates och familjen Dynastidae. Inga underarter finns listade i Catalogue of Life.